# 景东州
景东州，明朝设立的州。
洪武十五年（1382年）以景东府改置，治所在今云南省景东彝族自治县，属楚雄府。辖境相当今云南省中部澜沧江以东，哀牢山以西，镇沅县以北至景东彝族自治县地。十七年复升为府。 